# Parcs nationaux de Finlande
| Archipel Archipel d'Ekenäs Golfe de · Finlande oriental Helvetinjärvi Hiidenportti Isojärvi Kauhaneva-Pohjankangas Koli Kolovesi Kurjenrahka Lauhanvuori Leivonmäki Lemmenjoki Liesjärvi Linnansaari Nuuksio Oulanka Pallas-Yllästunturi Patvinsuo Petkeljärvi Puurijärvi-Isosuo Pyhä-Häkki Pyhä-Luosto Päijänne Repovesi Riisitunturi Rokua Salamajärvi Seitseminen Sipoonkorpi Syöte Tiilikkajärvi Torronsuo Urho Kaleva Kekkonen Valkmusa Baie de Botnie |

Les parcs nationaux de Finlande sont au nombre de 41, en 2022. Leur objectif principal est la protection de la nature.
Ils assurent également l'accueil du public, pour le tourisme, les loisirs de nature et l'éducation, ils ont reçu 2 087 300 visiteurs en 2012.

## Administration
Les parcs nationaux sont des aires protégées créés par la loi sur des terrains dont la propriété appartient à l'État.
Les parcs sont tous sous l'administration de « Metsähallitus, parcs et nature sauvage », l'organisme de gestion des forêts et des aires protégées. Le parc national de Koli qui était auparavant administré par Metla, institut finlandais de recherche sur la forêt, est passé sous le contrôle de Metsähallitus en 2008).
Les parcs couvrent une superficie de 9 779 km2, soit environ 2,5 % du territoire national, et plus de la moitié de la superficie  des aires protégées.
Le parc le plus ancien a été fondé en 1938 (Pyhätunturi, devenu Pyhä-Luosto).

## Typologie
Les parcs sont très variés. On peut schématiquement différencier 3 types principaux :
- Les petits parcs terrestres (21) : Situés très majoritairement dans le sud du pays, ils ont pour vocation de protéger une zone sauvage de dimension réduite, entourée de zones cultivées voire de zones urbaines. Ce peut être par exemple un marais, une curiosité géologique, ou encore une zone forestière non exploitée. Leur taille est généralement comprise entre 10 et 60 km2, avec de rares exceptions. Exemple : parc national de Liesjärvi.

- Les parcs lacustres ou marins (7) : Ils comprennent des groupes d'îles inhabitées, souvent de très faibles superficies. Les parcs ne sont pas officiellement d'accès payant, mais leur accès nécessite la prise d'un moyen de transport nautique potentiellement payant. Exemple : parc national de Linnansaari.

- Enfin, les grands parcs de Laponie ou du Koillismaa (8). Ce sont de très loin les plus visités, même si leur superficie gigantesque relativise la fréquentation. Ils sont pratiquement tous d'une superficie nettement supérieure à 100 km2, voire à 1 000 km2 (La superficie agrégée des seuls parcs UKK, Pallas-Yllästunturi et Lemmenjoki représente 6 420 km2, soit 66 % de la superficie totale des parcs.

## Liste des parcs nationaux
| Parc national              | Photo | Région                                   | Superficie terrestre (km²) | Fondation | Visiteurs (2009) | Coordinates                  |
| -------------------------- | ----- | ---------------------------------------- | -------------------------- | --------- | ---------------- | ---------------------------- |
| Archipel                   |       | Finlande propre                          | 500                        | 1982      | 53 500           | 59° 54′ 53″ N, 21° 52′ 39″ E |
| Mer de Botnie              |       | Satakunta /Finlande propre               | 912                        | 2011      |                  |                              |
| Parc national de Hossa     |       | Kainuu, Ostrobotnie du Nord              | 110                        | 2017      |                  |                              |
| Salamajärvi                |       | Ostrobotnie-Centrale/Finlande-Centrale   | 62                         | 2011      |                  | 65° 37′ 22″ N, 24° 19′ 10″ E |
| Golfe de Finlande oriental |       | Kymenlaakso                              | 6.7                        | 1982      | 19,000           | 60° 17′ 05″ N, 27° 16′ 26″ E |
| Ekenäs                     |       | Uusimaa                                  | 52                         | 1989      | 44,500           | 59° 49′ 22″ N, 23° 27′ 15″ E |
| Helvetinjärvi              |       | Pirkanmaa                                | 49.8                       | 1982      | 33,000           | 62° 02′ N, 23° 51′ E         |
| Hiidenportti               |       | Kainuu                                   | 45                         | 1982      | 12,000           | 63° 52′ 22″ N, 29° 03′ 31″ E |
| Isojärvi                   |       | Finlande-Centrale                        | 19                         | 1982      | 10,500           | 61° 41′ 54″ N, 25° 00′ 39″ E |
| Kauhaneva-Pohjankangas     |       | Ostrobotnie du Sud / Satakunta           | 57                         | 1982      | 4,500            | 62° 10′ 45″ N, 22° 24′ 23″ E |
| Koli                       |       | Carélie du Nord                          | 30                         | 1991      | 127,500          | 63° 03′ 27″ N, 29° 53′ 14″ E |
| Kolovesi                   |       | Savonie du Sud                           | 23                         | 1990      | 7,500            | 62° 15′ 27″ N, 28° 49′ 00″ E |
| Kurjenrahka                |       | Finlande propre                          | 29                         | 1998      | 28,500           | 60° 43′ 14″ N, 22° 23′ 01″ E |
| Lauhanvuori                |       | Ostrobotnie du Sud                       | 53                         | 1982      | 10,000           | 62° 09′ 07″ N, 22° 10′ 30″ E |
| Leivonmäki                 |       | Finlande-Centrale                        | 29                         | 2003      | 12,500           | 61° 56′ N, 26° 02′ E         |
| Lemmenjoki                 |       | Laponie                                  | 2850                       | 1956      | 10,000           | 68° 30′ N, 25° 30′ E         |
| Liesjärvi                  |       | Kanta-Häme                               | 22                         | 1956      | 30,500           | 60° 40′ 50″ N, 23° 51′ 30″ E |
| Linnansaari                |       | Savonie du Sud / Savonie du Nord         | 38                         | 1956      | 31,000           | 62° 06′ 38″ N, 28° 30′ 34″ E |
| Nuuksio                    |       | Uusimaa                                  | 45                         | 1994      | 179,500          | 60° 18′ 27″ N, 24° 29′ 57″ E |
| Oulanka                    |       | Ostrobotnie du Nord / Laponie            | 270                        | 1956      | 165,500          | 66° 22′ 32″ N, 29° 20′ 19″ E |
| Päijänne                   |       | Päijät-Häme                              | 14                         | 1993      | 15,000           | 61° 23′ 12″ N, 25° 23′ 36″ E |
| Pallas-Yllästunturi        |       | Laponie                                  | 1020                       | 2005      | 419,000          | 68° 09′ 32″ N, 24° 02′ 25″ E |
| Patvinsuo                  |       | Carélie du Nord                          | 105                        | 1982      | 12,000           | 63° 06′ 41″ N, 30° 42′ 16″ E |
| Baie de Botnie             |       | Laponie                                  | 2.5                        | 1991      | 9,000            | 65° 37′ 22″ N, 24° 19′ 10″ E |
| Petkeljärvi                |       | Carélie du Nord                          | 6                          | 1956      | 19,500           | 62° 35′ N, 31° 11′ E         |
| Puurijärvi-Isosuo          |       | Pirkanmaa / Satakunta                    | 27                         | 1993      | 11,500           | 61° 14′ 57″ N, 22° 34′ 01″ E |
| Pyhä-Häkki                 |       | Finlande-Centrale                        | 13                         | 1956      | 17,000           | 62° 50′ 44″ N, 25° 28′ 21″ E |
| Pyhä-Luosto                |       | Laponie                                  | 142                        | 2005      | 128,000          | 67° 03′ 59″ N, 26° 58′ 25″ E |
| Repovesi                   |       | Kymenlaakso / Savonie du Sud             | 15                         | 2003      | 74,500           | 61° 11′ N, 26° 53′ E         |
| Riisiunturi                |       | Laponie                                  | 77                         | 1982      | 15,000           | 66° 14′ N, 28° 30′ E         |
| Rokua                      |       | Ostrobotnie du Nord / Kainuu             | 4.3                        | 1956      | 23,500           | 64° 33′ 22″ N, 26° 30′ 36″ E |
| Salamajärvi                |       | Ostrobotnie-Centrale / Finlande-Centrale | 62                         | 1982      | 10,500           | 63° 16′ N, 24° 45′ E         |
| Salla                      |       | Laponie                                  | 99.8                       | 2022      |                  |                              |
| Seitseminen                |       | Pirkanmaa                                | 45.5                       | 1982      | 45,500           | 61° 56′ N, 23° 26′ E         |
| Sipoonkorpi                |       | Uusimaa                                  | 18.6                       | 2011      |                  | 60° 18′ 54″ N, 25° 13′ 08″ E |
| Syöte                      |       | Ostrobotnie du Nord / Laponie            | 299                        | 2000      | 40,000           | 65° 44′ 51″ N, 27° 54′ 43″ E |
| Tiilikkajärvi              |       | Savonie du Nord / Kainuu                 | 34                         | 1982      | 7,500            | 63° 40′ N, 28° 18′ E         |
| Torronsuo                  |       | Kanta-Häme                               | 25.5                       | 1990      | 20,500           | 60° 44′ N, 23° 37′ E         |
| Urho Kaleva Kekkonen       |       | Laponie                                  | 2550                       | 1983      | 289,000          | 68° 13′ 05″ N, 28° 08′ 25″ E |
| Valkmusa                   |       | Kymenlaakso                              | 17                         | 1996      | 7,000            | 60° 34′ N, 26° 44′ E         |